# 황남빵
황남빵 또는 경주빵은 대한민국 경주의 빵으로, 최영화가 개발했다. 1939년에 지금의 경주시 황남동에서 처음으로 밀가루 반죽에 팥을 넣는 방식으로 만들어졌고 그래서 황남빵이라고 부른다. 경주빵이라는 이름으로 되어있는 가게들은 모두 황남빵에서 일을 하던 사람들이 나와서 우후죽순 만들어진 빵집들이며, 어느 지역 어느 명물이 그렇듯 원조를 중심으로 만들어지는 무수히 많은 에피소드와 역사의 양태가 흥미롭다.

## 사진

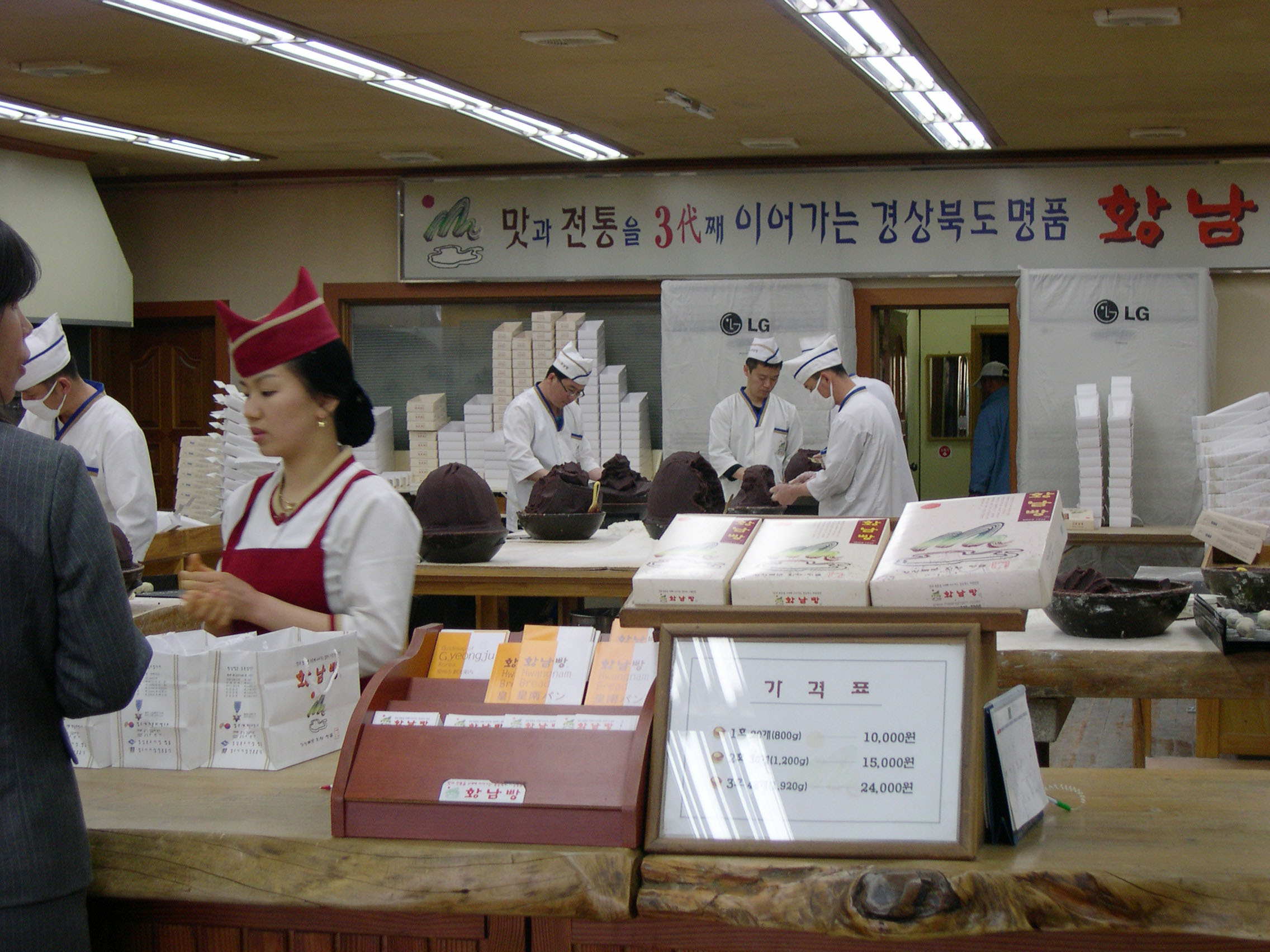
황남빵
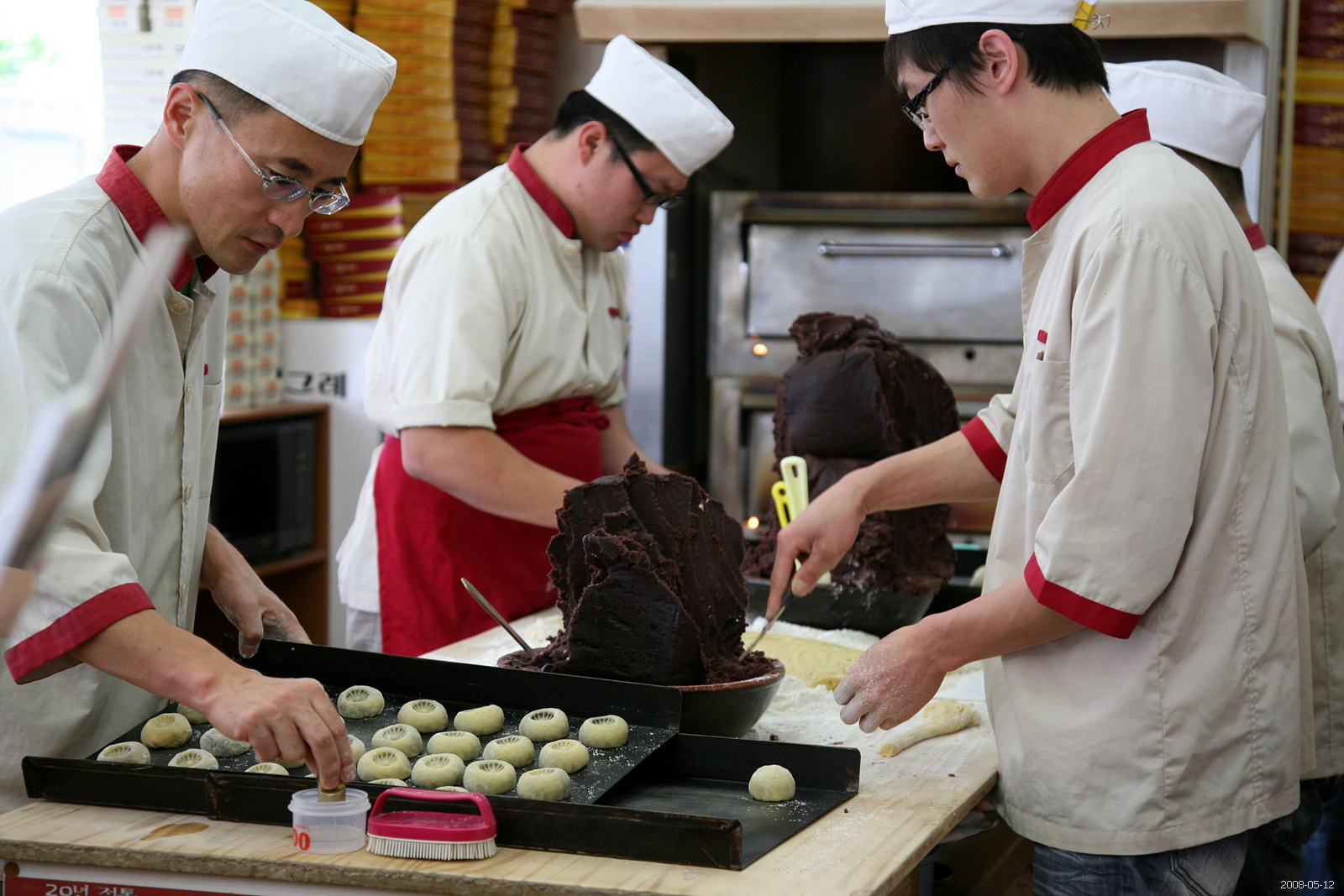
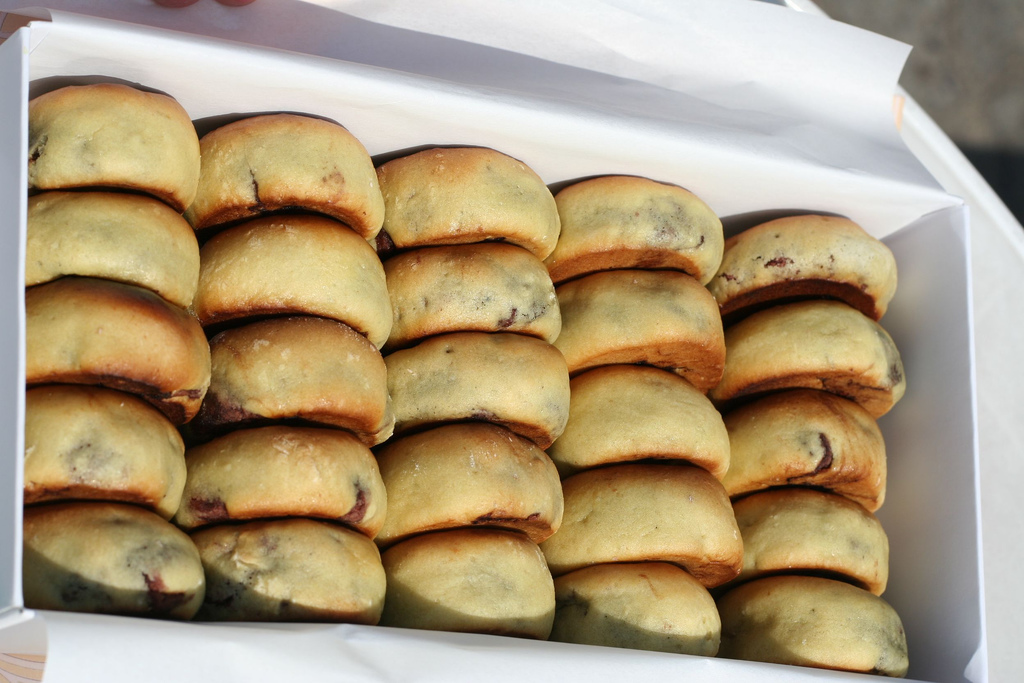

## 같이 보기
- 호두과자
- 단팥빵
- 찰보리빵